# Lijst van voetbalinterlands Nederland - Noord-Macedonië (mannen)
Deze lijst van voetbalinterlands is een overzicht van alle officiële voetbalwedstrijden tussen de nationale teams van Nederland en Noord-Macedonië (speelde van 1993 tot 2019 onder de naam Macedonië). De landen hebben tot op heden vijf maal tegen elkaar gespeeld. De eerste ontmoeting, een kwalificatiewedstrijd voor het Wereldkampioenschap voetbal 2006, werd gespeeld in Skopje op 9 oktober 2004. Het laatste duel, een groepswedstrijd tijdens het Europees kampioenschap voetbal 2020, vond plaats op 21 juni 2021 in Amsterdam.

## Wedstrijden
| № | № Int NED | Plaats    | Datum             | Competitie           | Wedstrijd                   | Uitslag |
| - | --------- | --------- | ----------------- | -------------------- | --------------------------- | ------- |
| 1 | 622       | Skopje    | 9 oktober 2004    | WK 2006 kwalificatie | Macedonië – Nederland       | 2 – 2   |
| 2 | 634       | Amsterdam | 12 oktober 2005   | WK 2006 kwalificatie | Nederland – Macedonië       | 0 – 0   |
| 3 | 673       | Skopje    | 10 september 2008 | WK 2010 kwalificatie | Macedonië – Nederland       | 1 – 2   |
| 4 | 679       | Amsterdam | 1 april 2009      | WK 2010 kwalificatie | Nederland – Macedonië       | 4 – 0   |
| 5 | 824       | Amsterdam | 21 juni 2021      | EK 2020              | Noord-Macedonië – Nederland | 0 − 3   |

## Samenvatting
| Competitie      | Totaal gespeeld | Winst Nederland | Gelijk | Winst Noord-Macedonië | Doelsaldo Nederland – Noord-Macedonië |
| --------------- | --------------- | --------------- | ------ | --------------------- | ------------------------------------- |
| WK-kwalificatie | 4               | 2               | 2      | 0                     | 8 − 3                                 |
| EK-eindronde    | 1               | 1               | 0      | 0                     | 3 − 0                                 |
| Totaal          | 5               | 3               | 2      | 0                     | 11 − 3                                |

Wedstrijden bepaald door strafschoppen worden, in lijn met de FIFA, als een gelijkspel gerekend.

## Details

### Vijfde ontmoeting
| Groepsfase EK 2020 (Amsterdam, Nederland, 21 juni 2021): |              | |
| Noord-Macedonië | 0 – 3        | Nederland |
| | goals        | 24' Memphis Depay 50', 58' Georginio Wijnaldum |
| Igor Angelovski | bondscoach   | Frank de Boer |
| Stole Dimitrievski Arijan Ademi 78' Visar Musliu Ivan Tričkovski 56' Ezgjan Alioski Aleksandar Trajkovski 68' Goran Pandev 68' Stefan Ristovski Darko Velkovski Enis Bardhi 78' Eljif Elmas | opstellingen | Maarten Stekelenburg Matthijs de Ligt 46' Stefan de Vrij Georginio Wijnaldum 66' Memphis Depay Patrick van Aanholt Ryan Gravenberch Daley Blind 66' Donyell Malen 78' Frenkie de Jong 46' Denzel Dumfries |
| Darko Čurlinov 56' Ferhan Hasani 68' Tihomir Kostadinov 68' Vlatko Stojanovski 78' Boban Nikolov 78'                                                                                        | wissels      | 46' Steven Berghuis 46' Jurriën Timber 66' Wout Weghorst 66' Quincy Promes 78' Cody Gakpo |
| Stefan Ristovski 18' Visar Musliu 48' Ezgjan Alioski 65' Tihomir Kostadinov 84' | gele kaarten | |

KNVB ·
A-internationals ·
Bondscoaches (m) ·
Topscorers ·
Nederlands vrouwenelftal ·
Bondscoaches (v) ·
Nederland B ·
Olympisch elftal ·
Jong Oranje ·
Nederland –20 ·
Nederland –19 ·
Nederland –18 ·
Nederland –17 ·
Nederland –16 ·
Nederland –15 ·
Nederlands amateurelftal ·
Nederlands zaterdagelftal ·
Jong OranjeLeeuwinnen ·
Vrouwen –20 ·
Vrouwen –19 ·
Vrouwen –18 ·
Vrouwen –17 ·
Vrouwen –16 ·
Vrouwen –15 ·
Militair mannenelftal ·
Militair vrouwenelftal ·
Strandteam ·
Vrouwen Strandteam ·
Futsalteam ·
Vrouwen Futsalteam

EK-wedstrijden ·
WK-wedstrijden ·
Resultaten kwalificaties en eindronden ·
Nederland B-wedstrijden ·
Officieuze wedstrijden ·
EK-wedstrijden vrouwen ·
WK-wedstrijden vrouwen ·
Resultaten vrouwen kwalificaties en eindronden
1905 – 1919 ·
1920 – 1929 ·
1930 – 1939 ·
1940 – 1949 ·
1950 – 1959 ·
1960 – 1969 ·
1970 – 1979 ·
1980 – 1989 ·
1990 – 1999 ·
2000 – 2009 ·
2010 – 2019 ·
2020 – 2029
2015 ·
2016 ·
2017 ·
2018 ·
2019 ·
2020 ·
2021 · 
2022
EK's: 1976 · 
1980 · 
1988 · 
1992 · 
1996 · 
2000 · 
2004 · 
2008 · 
2012 · 
2020 · 
2024
WK's: 1934 · 
1938 · 
1974 · 
1978 · 
1990 · 
1994 · 
1998 · 
2006 · 
2010 · 
2014 · 
2022
OS: 1908 ·
1912 ·
1920 ·
1924 ·
1928 ·
1948 ·
1952 ·
2008
Albanië ·
Andorra ·
Argentinië ·
Armenië ·
Australië ·
België ·
Bosnië en Herzegovina ·
Brazilië ·
Bulgarije ·
Canada ·
Chili ·
China ·
Colombia ·
Costa Rica ·
Curaçao ·
Cyprus ·
DDR ·
Denemarken ·
Duitsland ·
Ecuador ·
Egypte ·
Engeland ·
Estland ·
Faeröer ·
Finland ·
Frankrijk ·
GOS · 
Georgië ·
Ghana ·
Gibraltar ·
Griekenland ·
Hongarije ·
Ierland ·
IJsland ·
Indonesië ·
Iran ·
Israël ·
Italië ·
Ivoorkust ·
Japan ·
Joegoslavië ·
Kameroen ·
Kazachstan ·
Kroatië ·
Letland ·
Liechtenstein ·
Luxemburg ·
Malta ·
Marokko ·
Mexico ·
Moldavië ·
Montenegro ·
Nederlandse Antillen ·
Nigeria ·
Noord-Ierland ·
Noord-Macedonië ·
Noorwegen ·
Oekraïne ·
Oostenrijk ·
Paraguay ·
Peru ·
Polen ·
Portugal ·
Qatar ·
Roemenië ·
Rusland ·
Saarland ·
San Marino ·
Saoedi-Arabië ·
Schotland ·
Senegal ·
Servië en Montenegro ·
Slovenië ·
Slowakije ·
Sovjet-Unie ·
Spanje ·
Suriname ·
Thailand ·
Tsjechië ·
Tsjecho-Slowakije ·
Tunesië ·
Turkije ·
Uruguay ·
Verenigd Koninkrijk ·
Verenigde Staten ·
Wales ·
Wit-Rusland ·
Zuid-Afrika ·
Zuid-Korea ·
Zweden ·
Zwitserland
Argentinië (1978) ·
Argentinië (2006) ·
Argentinië (2014) ·
Argentinië (2022) ·
Australië (2014) ·
Brazilië (2014) ·
Chili (2014) · 
Costa Rica (2014) ·
Denemarken (2010) ·
Denemarken (2012) ·
Duitsland (2012) · 
Ecuador (2022) · 
Frankrijk (2008) ·
Italië (2008) ·
Ivoorkust (2006) ·
Japan (2010) ·
Kameroen (2010) ·
Mexico (2014) · 
Noord-Macedonië (2021) · 
Oekraïne (2021) · 
Oostenrijk (2021) · 
Portugal (2006) ·
Portugal (2012) ·
Portugal (2019) ·
Qatar (2022) ·
Roemenië (2008) ·
Rusland (2008) ·
San Marino (2011) ·
Senegal (2022) ·
Servië en Montenegro (2006) ·
Sovjet-Unie (1988) ·
Spanje (2010) ·
Spanje (2014) ·
Tsjechië (2021) · 
Uruguay (2010) ·
Verenigde Staten (2022) · 
West-Duitsland (1974)
FFM · A-internationals · Bondscoaches · Statistieken · Macedonisch vrouwenelftal · Olympisch elftal · Noord-Macedonië U21 · Noord-Macedonië U20 · Noord-Macedonië U19 · Noord-Macedonië U18 · Noord-Macedonië U17 · Noord-Macedonië U16
1993 – 1999 ·
2000 – 2009 ·
2010 – 2019 ·
2020 − 2029
EK 2020
1993 · 
1994 · 
1995 · 
1996 · 
1997 · 
1998 · 
1999 · 
2000 · 
2001 · 
2002 · 
2003 · 
2004 · 
2005 · 
2006 · 
2007 · 
2008 · 
2009 · 
2010 · 
2011 · 
2012 · 
2013 · 
2014 · 
2015 · 
2016 ·
2017 ·
2018 ·
2019 ·
2020 ·
2021 ·
2022 ·
2023
Albanië ·
Andorra ·
Angola ·
Armenië ·
Australië ·
Azerbeidzjan ·
Bahrein ·
België ·
Bosnië en Herzegovina ·
Bulgarije ·
Canada ·
China ·
Cyprus ·
Denemarken ·
Duitsland ·
Ecuador ·
Egypte ·
Engeland ·
Estland ·
Faeröer ·
Finland ·
Georgië ·
Gibraltar ·
Hongarije ·
Ierland ·
IJsland ·
Iran ·
Israël ·
Italië ·
Jamaica ·
Joegoslavië ·
Kameroen ·
Kazachstan ·
Kosovo ·
Kroatië ·
Letland ·
Libanon ·
Liechtenstein ·
Litouwen ·
Luxemburg ·
Malta ·
Moldavië ·
Montenegro ·
Nederland ·
Nigeria ·
Noorwegen ·
Oekraïne ·
Oman ·
Oostenrijk ·
Paraguay ·
Polen ·
Portugal ·
Qatar ·
Roemenië ·
Rusland ·
Saoedi-Arabië ·
Schotland ·
Servië ·
Slovenië ·
Slowakije ·
Spanje ·
Tsjechië ·
Turkije ·
Verenigde Staten ·
Wales ·
Wit-Rusland · 
Zuid-Korea ·
Zweden
Nederland (2021) · 
Oekraïne (2021) · 
Oostenrijk (2021)